# جين كرافن
جين كرافن (بالإنجليزية: Jane Craven)‏ كانت لاعبة كرة مضرب أمريكية في نهاية القرن التاسع عشر. هي إحدى بطلات الجراند سلام حيث فازن ببطولة أمريكا الوطنية للسيدات في فئة الزوجي مع ميرتل مكاتير في سنة 1899.

## النهائيات

### الزوجي اللقب (1)
| السنة | البطولة                     | الشريك       | المنافس                   | النتيجة       |
| 1899  | بطولة أمريكا المفتوحة للتنس | ميرتل مكاتير | مود بانكس إليزابيث راستول | 6-1, 6-1, 7-5 |